# Radošov (Kyselka)

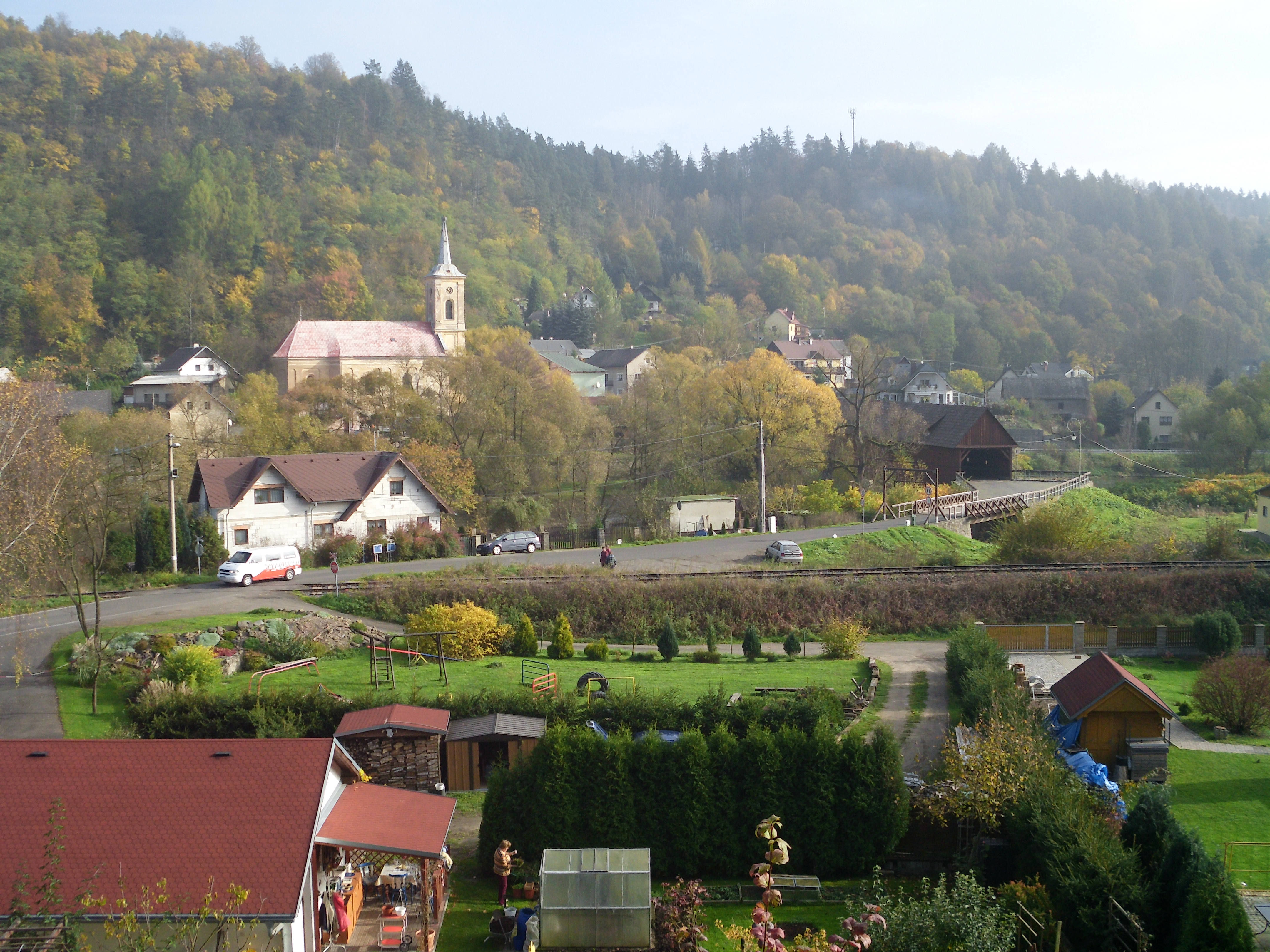
Ortsansicht

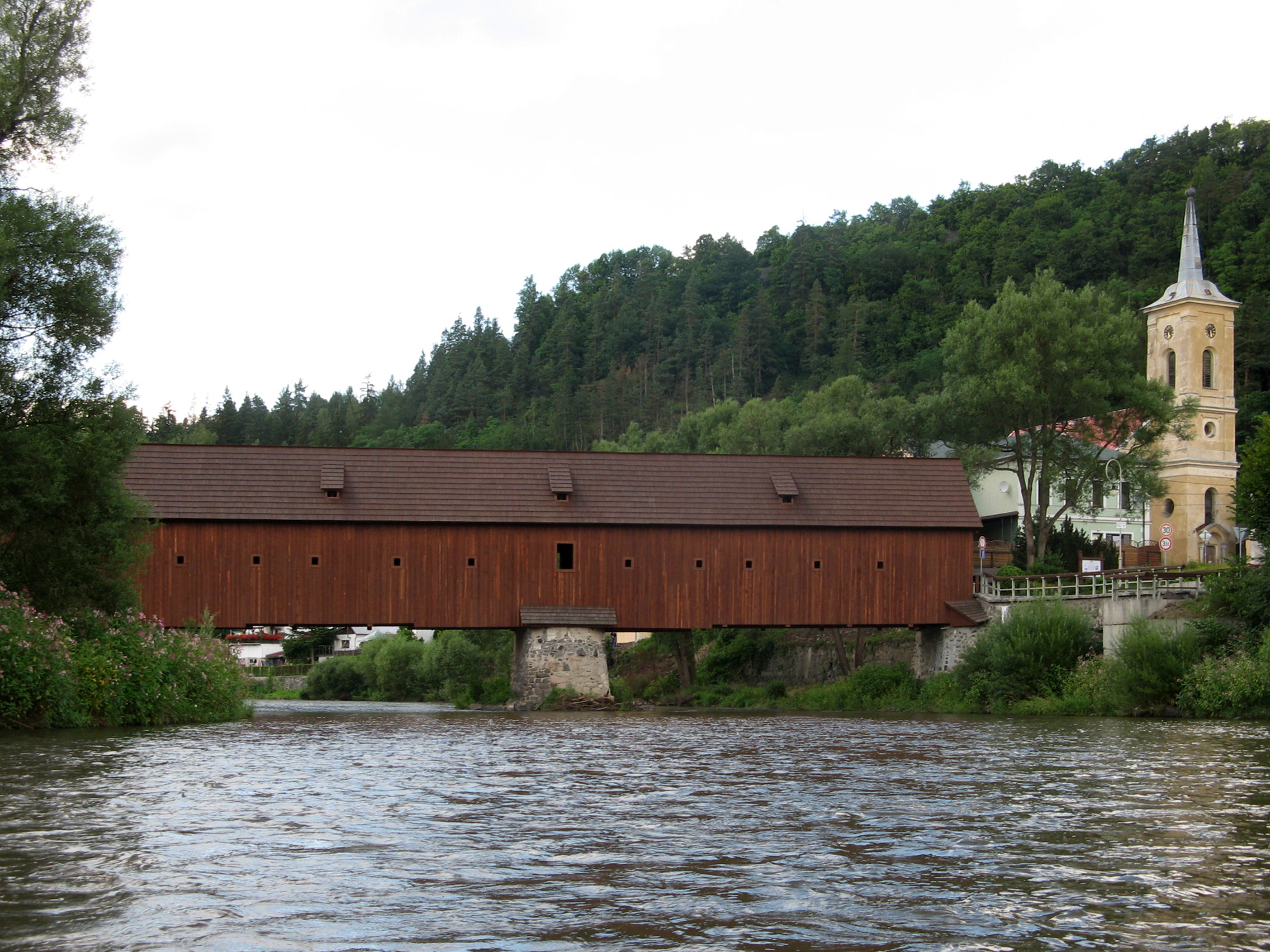
Ortszentrum mit der Holzbrücke, 2010

Radošov (deutsch: Rodisfort) ist ein Ortsteil der Gemeinde  Kyselka. Er liegt elf Kilometer nordöstlich von Karlovy Vary und gehört zum Okres Karlovy Vary. Der Ort hat 666 Einwohner, und ist damit der bevölkerungsreichste Ortsteil.

## Geographie
Radošov befindet sich am Fuße des Duppauer Gebirge im Egergraben und erstreckt sich unterhalb der Einmündung der Lomnice (Lomitzbach) am rechten Ufer der Eger. Nördlich erhebt sich der Košťál (Stengelberg; 464 m. n.m.), im Osten der Uhlířský vrch (Kohlleitenberg; 532 m. n.m.), südlich die Bučina (Buchkoppe; 582 m. n.m.), im Südwesten der Studený vrch (Kalteberg; 569 m. n.m.), westlich die Nástraha (Koderichsberg, 478 m. n.m.) und im Nordwesten der Nad Rybníkem (485 m. n.m.).
Nachbarorte sind Mořičov (Möritschau) im Norden, Velichov (Welchau) im Nordosten, die Wüstungen Lipoltov (Lappersdorf) und Pastviny (Ranzengrün) im Osten, Dolní Lomnice (Unter Lomitz) im Südosten, Kyselka (Gießhübl Sauerbrunn) und Nová Kyselka (Rittersgrün) im Süden, Pulovice (Pullwitz) im Südwesten, Stráň (Elm) und Nejda (Neudau) im Westen sowie Ostrov (Schlackenwerth) und Liticov (Lititzau) im Nordwesten.

## Geschichte
Eine Besiedlung der Gegend ist seit der Spätbronzezeit nachweislich. Bei Radošov bestanden zu dieser Zeit mit Thebisberg und Stengelberg bzw. Jazyk zwei frühzeitliche Wallburgen.
Das Dorf wurde wahrscheinlich im 12. Jahrhundert an der Furt eines Handelsweges über die Eger gegründet. Die erste urkundliche Erwähnung von Rodisfort erfolgte 1226. Im Jahre 1352 wurde die Kirche St. Wenzel erstmals erwähnt. König Karl IV. bewilligte 1364 der Bürgerschaft von Schlackenwerth den Bau einer hölzernen Brücke an der Egerfurt hinter Welchau und die Erhebung eines Rodisforter Zolls. Sein Sohn Wenzel IV. bestätigte dieses Privileg 1399.
Rodisfort gehörte lange Zeit zur Herrschaft Engelsburg und wurde nach der Schlacht am Weißen Berg als konfiszierter Besitz des Leonhard Colonna von Fels 1622 an Hermann Czernin von Chudenitz verkauft. In dieser Zeit wurde die Herrschaft Engelsburg der Herrschaft Gießhübel zugeschlagen. 1829 trat Johann Anton Hladik die Herrschaft Gießhübel gemeinschaftlich seiner Tochter Antonia und dem Schwiegersohn Wilhelm von Neuberg ab.
Im Jahre 1845 bestand das im Elbogener Kreis am gelegene Dorf Rodisfurt bzw. Rodisfort aus 56 Häusern mit 275 deutschsprachigen Einwohnern. 33 Häuser gehörten zur Herrschaft Gießhübel, 15 zur Herrschaft Schlackenwerth und acht zum Gut Welchau. Im Schlackenwerther Anteil befanden sich die Lokalkirche St. Wenzel, das Lokalistenhaus und die Schule. Der südlich des Dorfes gelegene Rodisfurter Sauerbrunn war nach Schömitz konskribiert. Bis zur Mitte des 19. Jahrhunderts blieb Rodisfurt anteilig den Herrschaften Gießhübel, Schlackenwerth und Welchau untertänig.
Nach der Aufhebung der Patrimonialherrschaften bildete Rodisfort / Radešov ab 1849 mit dem nördlichen Teil des Kurortes Gießhübl-Sauerbrunn eine Gemeinde im Gerichtsbezirk Karlsbad. Ab 1868 gehörte Rodisfort zum Bezirk Karlsbad. Im Jahre 1869 bestand die Gemeinde aus 62 Häusern und hatte 383 Einwohner. Der alte Friedhof um die Kirche wurde 1871 aufgehoben. Im Jahre 1900 hatte Rodisfort 759 Einwohner, 1910 waren es 843. Im Jahre 1902 schenkte die Witwe des vor allem für Heinrich von Mattoni tätigen Architekten Anton Mick ihre Villa in Rodisfort (heute Haus Nr. 75) den Schwestern vom Heiligen Kreuz mit der Bedingung zur Errichtung eines Waisenhauses. Wegen der für diesen Zweck unzureichenden Räumlichkeiten der Villa erfolgte zwischen 1903 und 1904 der Bau eines Klosters mit Waisenhaus. Nach dem Ersten Weltkrieg zerfiel der Vielvölkerstaat Österreich-Ungarn, die Gemeinde wurde 1918 Teil der neu gebildeten Tschechoslowakischen Republik. Beim Zensus von 1921 lebten in den 119 Häusern von Rodisfort 824 Personen, davon 803 Deutsche und fünf Tschechen. Der tschechische Ortsname wurde 1924 in Radošov geändert. 1928 erweiterten die Schwestern vom Heiligen Kreuz ihr Kloster um ein Säuglingsasyl. Im selben Jahre wurde im Haus Nr. 137 ein Kinderheim für arme oder kranke Bergmannskinder eingerichtet. 1930 lebten in den 140 Häusern der Gemeinde 1089 Personen. Nach dem Münchner Abkommen wurde Rodisfort 1938 dem Deutschen Reich zugeschlagen und gehörte bis 1945 zum Landkreis Karlsbad. Im Jahre 1939 hatte die Gemeinde 991 Einwohner. 1942 wurden die Gemeinden Rodisfort und Unter Lomitz mit Teilen der Gemeinden Rittersgrün, Schömitz und Zwetbau zur neuen Gemeinde Gießhübl-Sauerbrunn mit den  Ortsteilen Rittersgrün, Rodisfort, Spitzberg, Unter Lomitz und Ziegendorf zusammengelegt. Nach dem Ende des Zweiten Weltkrieges kam Radošov zur wiedererrichteten Tschechoslowakei zurück. Zum Ende des Zweiten Weltkrieges wurden im Rodisforter Kinderheim Flüchtlingsfamilien aus den deutschen Ostgebieten untergebracht. Die während der Besatzungszeit erfolgte Gemeindefusion wurde 1945 aufgehoben.
1945 wurde in Radošov eine dreiklassige Grundschule eingerichtet. Nach der Aussiedlung der deutschen Bewohner wurde Radošov mit Tschechen wiederbesiedelt. Zwischen 1946 und 1960 gehörte Radošov zum Okres Karlovy Vary-okolí. In der Nachkriegszeit wurden im Kinderheim Kinder von griechischen Bürgerkriegsflüchtlingen untergebracht. Das Kloster der Heiligkreuzschwestern wurde 1948 aufgelöst; seit 1952 ist darin die Grundschule untergebracht. 1949 fusionierten die Gemeinden Dolní Lomnice, Radošov und Rydkéřov zur Gemeinde Kysibl Kyselka, die im Jahr darauf in Kyselka umbenannt wurde. Auf der linken Seite der Eger entstand ein Schwimmbad. Im Jahre 1950 lebten in den 146 Häusern von Radošov 949 Personen. Nachdem die letzten griechischen Kinder 1953 in ihre Heimat zurückgekehrt waren, übernahm 1953 die Staatliche Gesundheitsverwaltung das Kinderheim und nutzt es seitdem als Anstalt für geistig Behinderte. Am 24. November 1957 wurde das Kulturhaus eingeweiht, zuvor befand sich in dem Haus ein Kino. Im Zuge der Gemeindegebietsreform von 1960 wurde das Dorf dem Okres Karlovy Vary zugeordnet. Die Rodisforter Brücke brannte 1986 nieder und wurde in den Jahren 2001–2003 wiederaufgebaut. Beim Zensus von 1991 bestand Radošov aus 109 Häusern und hatte 532 Einwohner. Im Jahre 2001 lebten in den 142 Häusern des Ortsteils 614 Personen. Im Zuge der Verkleinerung des Truppenübungsplatzes Hradiště wurde der Ortsteil Radošov 2016 um den unbesiedelten Katastralbezirk Kyselka u Hradiště mit einer Fläche von 6 ha erweitert.

## Ortsgliederung
Der Ortsteil gliedert sich in die Grundsiedlungseinheiten Kyselka u Hradiště und Radošov. Er umfasst die Katastralbezirke Kyselka u Hradiště (6 ha) und Radošov u Kyselky (382 ha).

## Sehenswürdigkeiten
- Rodisforter Brücke über die Eger, die 1364 erbaute gedeckte Holzbrücke brannte 1986 ab. Der Wiederaufbau war 2003 abgeschlossen. Sie ist ein Kultur- und technisches Denkmal.
- Kirche des hl. Wenzel, das seit 1352 nachweisliche gotische Bauwerk wurde 1768 im spätbarocken Stil umgestaltet
- Reste der bronzezeitlichen Wallburg Stengelberg auf dem Hügel Košťál in der Egerschleife zwischen Radošov und Velichov
- Schwedenkreuz, vor dem Haus Nr. 131 am linken Egerufer; das aus Granit gefertigte Sühnekreuz mit eingehauenem Türkensäbel stand ursprünglich vor einer Kapelle und wurde 1982 nach deren Abbruch an den heutigen Standort versetzt.[7]
- Heinrichsquelle (Jindřichův pramen)
- Radošovské vodopády, unterhalb des Wehres am linken Egerufer

## Söhne und Töchter des Ortes
- Rolf Schneebiegl (1924–2004), Musiker